# Nigritomyia novaeguineensis
Nigritomyia novaeguineensis är en tvåvingeart som beskrevs av Meijere 1913. Nigritomyia novaeguineensis ingår i släktet Nigritomyia och familjen vapenflugor. Inga underarter finns listade i Catalogue of Life.